# ألكساندر بوشكوفيتش
ألكساندر بوشكوفيتش هو عالم إنسان من يوغوسلافيا السابقة، كتب وحرر خمسة عشر كتابًا وعدة مئات من المقالات حول تاريخ ونظرية علم الإنسان، أغلبها من وجهة نظر نظرية المعاملات ومن منظور مقارن. كان بوشكوفيتش، بين عامي 2018 و 2019، زميلَ أبحاثٍ في معهد الدراسات المتقدمة في مدينة ليون الفرنسية. نظم بوشكوفيتش بالتعاون مع زميله، جون هامان، أستاذ الاقتصاد في جامعة ولاية فلوريدا، مؤتمرًا حول العقلانية في جامعة ليون يومي 10 و 11 أبريل من عام 2019.

## دراساته وأولى أعماله
وُلد بوشكوفيتش في بلدية زيمون التابعة لمدينة بلغراد، يوغوسلافيا، ودرس الفلسفة في بلغراد في الفترة الممتدة بين عامي 1982 و 1990. كان بوشكوفيتش، خلال سنوات دراسته، مهتمًا بشكل كبير بأعمال الفيلسوف والمؤرخ الألماني إرنست كاسيرر (من مواليد عام 1874 وتوفي في 1945)، وبشكل خاص، كان بوشكوفيتش مهتمًا بمفهوم الصورة الرمزية للأسطورة عند كاسيرر، ولكنه «اكتشف» أيضًا في ذلك الوقت بول فيبرابيند (من مواليد عام 1924 وتوفي عام 1994)، الذي أصبح بعدها المؤثر الأكبر في حياة بوشكوفيتش. أمضى ألكساندر بضع سنوات يعمل في ما يسمى بالصحافة «المؤيدة للديموقراطية» في يوغوسلافيا (بين عامي 1983 و 1990)، وعمل أيضًا لفترة وجيزة كعضو في هيئة تحرير مجلة ستيودينت البلغرادية الأسبوعية، وكمحرر للأخبار السياسية الخارجية فيها. ساهم بوشكوفيتش في الفترة بين عامي (1984 و 1990) في جميع المجلات اليوغوسلافية تقريبًا (أغلبها في مدينة بلغراد). تناول بوشكوفيتش في نصوصه ومقابلاته الصحفية المواضيع السياسية (إذ أجرى مقابلات مع بعض فلاسفة المدرسة البراكسيسية – بما في ذلك جايو بيتروفيتش وسفيتوزار ستويانوفيتش وميهايلو ماركوفيتش) ومواضيع الشؤون الخارجية، وتطرق أيضًا إلى القضايا الثقافية والقصص المصورة ومواضيع الخيال العلمي.
أثر اهتمام بوشكوفيتش بدراسة الأسطورة والدين بأولى منشوراته العلمية، وخاصة، من خلال وجهات النظر التي طرحها كل من جوزيف كامبل (من مواليد عام 1904 وتوفي عام 1987)، وميرتشا إلياده (من مواليد عام 1907 وتوفي عام 1986). قام بوشكوفيتش، بعد عدة عقودٍ من دراسة الأساطير، بتحرير قاموس الآلهة والكائنات الأسطورية في العالم (باللغة الصربية الكرواتية، وشاركه بتحريره كلّ من ميلان فوكومانوفيتش وزوران يوفانوفيتش)، وهو مرجع بمجلد واحد ساهم في وضعه 14 شخصًا، يشتمل على الأساطير غير الكلاسيكية. ساهم بوشكوفيتش في أكثر من 150 بابٍ من أبواب القاموس، بما في ذلك جميع الأساطير الأسترالية، وأساطير بلدان أمريكا الوسطى، وأفريقيا، ومجموعات الكلت، إضافة إلى بعض أساطير الشرق الأوسط وبلاد الرافدين (بعل، وجلجامش، وزيوسودرا) والهند (غانيشا، وبارفاتي، ورودرا، وشيفا).
ركز بوشكوفيتش في بعض كتاباته الأولى على أديان أمريكا الوسطى القديمة (خصوصًا عقيدة المايا، والأزتيك). التحق بوشكوف، في عام 1990، بجامعة تولين في مدينة نيو أورلينز بولاية لويزيانا الأمريكية لدراسة علم الإنسان مع مورنو ستيرلينغ إدمونسون (من مواليد عام 1924 وتوفي عام 2002). استلهم بوشكوفيتش عمله الميداني في غواتيمالا عام 1991 من اهتمامه بخزفيات قبائل المايا، تراجع هذا الاهتمام عند بوشكوفيتش بشكلٍ تدريجي، ويعود ذلك إلى استيائه من «النهج التاريخي المباشر» في دراسات منطقة أمريكا الوسطى، وميل بعض علماء الإنسان إلى استخدام موادٍ مصدرها مواقع منهوبة. ومع ذلك، واصل بوشكوفيتش مراجعته لبعض الكتب التي تتحدث عن هذا الموضوع، وخاصة لحساب مجلة أنثروبولوس. بقي بوشكوفيتش على اتصال مع العديد من علماء الآثار البارزين المتخصصين بحضارة المايا، كريتشارد آدمز، (من مواليد عام 1931 وتوفي عام (2015، عالم الآثار الأمريكي الذي كان مدرّسًا في جامعة تكساس في سان أنطونيو، والذي كان لآرائه العامة ودقته المنهجية تأثير كبير على بوشكوفيتش، إضافة إلى العلماء المتخصصين بدراسة حضارة المايا، ككلود فرانسوا بودز (من مواليد عام 1932 وتوفي عام 2013) من المركز الوطني الفرنسي للبحث العلمي. ظهر اهتمام بوشكوفيتش بأمريكا الوسطى في كتابه أديان أمريكا الوسطى وآثارها الذي نُشر عام 2017 عن دار أرتشيوبريس للنشر. تضمن الكتاب عددًا من المقالات النقدية، بما في ذلك عددًا من الفصول التي تتحدث عن أساطير قبائل المايا، وآلهة الأزتك العظيمة، وطرقًا لتفسير الكودكس البوربوني.

## وصلات خارجية
- Home page at Department of Ethnology and Anthropology
- Institute of Archaeology (in Serbo-Croatian)
- Personal website